# Straight to Hell (film)
Pour les articles homonymes, voir Straight to Hell (chanson).
Pour plus de détails, voir Fiche technique et Distribution.
Straight to Hell est une comédie d'action américaine indépendante écrite et réalisée par Alex Cox et sortie en 1987 et mettant en vedette Sy Richardson, Joe Strummer (leader du groupe The Clash), Dick Rude et Courtney Love.
Le film est une parodie de western Spaghetti, et traite d'un groupe de criminels qui échouent dans le désert, où ils se retrouvent dans une ville western improbable peuplée de tueurs accros au café.  Le film est essentiellement basé sur le western Spaghetti de Giulio Questi Tire encore si tu peux (1967), pour lequel Cox reçu une permission d'adaptation.
Cette comédie présente également des caméos de Dennis Hopper, Grace Jones, Elvis Costello et Jim Jarmusch. Les membres des groupes The Pogues, Amazulu (en) et Circle Jerks sont également présents dans le film. Le film emprunte son titre à la chanson du même nom des Clash de 1982. La bande son du film est réalisée essentiellement par The Pogues, complétée par d'autres musiciens présents dans la distribution.  

## Fiche technique
- Titre original : Straight to Hell
- Titre français : Straight to Hell
- Réalisation : Alex Cox
- Scénario : Alex Cox, Dick Rude, d'après le film Tire encore si tu peux réalisé par Giulio Questi sur un scénario de Franco Arcalli
- Photographie : Donald McAlpine
- Montage : David Martin
- Musique : Pray for Rain (en)
- Pays de production : États-Unis
- Langue originale : anglais
- Format : couleur
- Genre : film d'action
- Durée : 86 minutes
- Date de sortie : 
  - États-Unis : 1987

## Distribution
- Dick Rude : Willy
- Sy Richardson : Norwood
- Courtney Love : Velma
- Joe Strummer : Simms
- Gloria Miralles Ruiz : Maid
- Juan Uribe : Policeman
- Joe Cashman : Dead Man in Car
- Jose Pomedio Monedero : Gomez
- Sara Sugarman : Chuch
- Miguel Sandoval : George
- Jennifer Balgobin : Fabienne
- Biff Yeager (en) : Frank McMahon
- Shane MacGowan : Bruno McMahon
- Spider Stacy : Angel Eyes McMahon
- Frank Murray : Biff McMahon
- Terry Woods : Tom McMahon
- James Fearnley : Jimmy McMahon
- Andrew Ranken : Lance McMahon
- Philip Chevron : Ed McMahon
- Ed Pansullo : Mac McMahon
- Martin Turner : Stupid McMahon
- Paul Verner : Repo McMahon
- Xander Berkeley : Preacher McMahon
- Cait O'Riordan : Slim McMahon
- Juan Torrès : Churbo
- Sue Kiel : Leticia
- Kathy Burke : Sabrina
- Michele Winstanley : Louise
- Elvis Costello : Hives the Butler
- Zander Schloss : Karl
- Fox Harris : Kim Blousson
- Jem Finer : Granpa McMahon
- Annie-Marie Ruddock : Molly
- Sharon Bailey : Porter
- Turnham Green : McGee
- Edward Tudor-Pole : Rusty Zimmerman
- Karl Braun : Blacksmith McMahon (comme Charlie Braun)
- Sean Madigan : Jarhead #1
- Paul Wood : Jarhead #2
- Del Zamora : Poncho
- Luis Contreras (en) : Sal
- Chalkie Davies : Branding Victim
- Graham Fletcher-Cook : Whitey / Jeeves
- Dennis Hopper : I.G. Farben
- Grace Jones : Sonya
- Jim Jarmusch : Amos Dade
- Alex Cox : un voyou du groupe Amazulu (non crédité)

## Production
Le film n'aurait jamais dû exister, et la présence majeure de musiciens dans la distribution vient de ce qu'une tournée avait été au départ prévue au Nicaragua. Des problèmes politiques liés au support du gouvernement de gauche survinrent, et la tournée fut annulée. A la place, Cox décida d'embaucher les musiciens et de recruter quelques acteurs disponibles, et de tourner un film à Almería en Espagne. Cox et l'acteur du film Dick Rude écrivirent un script en trois jours, et le film fut entièrement tourné en quatre semaines. Cox écrivit le rôle de Velma spécifiquement pour Courtney Love, qui tenait un petit rôle dans son film précédent, Sid and Nancy (1986) Courtney Love was reportedly visibly upset at the premiere. Love s'inspira du rôle de Carroll Baker dans le film de 1956 Baby Doll.
Alex Cox préféra refuser de réaliser le film Trois amigos ! pour se consacrer à Straight to Hell.